# Новый Кумор
Новый Кумор — деревня в Кукморском районе Татарстана. Входит в состав Ошторма-Юмьинского сельского поселения.

## География
Находится в северо-западной части Татарстана на расстоянии приблизительно 15 км на юго-запад по прямой от районного центра города Кукмор.

## История
Основана в 1873 году переселенцами из деревни Верхний Кумор. 

## Население
Постоянных жителей было: в 1859 году — 37, в 1897 — 78, в 1908—106, в 1920—120, в 1926—119, в 1938—163, в 1949—153, в 1958—132, в 1970—175, в 1979—161, в 1989—131, 158 в 2002 году (татары 32 %, удмурты 68 %), 156 в 2010.